# Казахстанско-турецкие отношения
Казахстанско-турецкие отношения — двусторонние дипломатические отношения между Казахстаном и Турцией.
Страны являются членами Организации тюркских государств.

## История
Турция стала первым государством, признавшим независимость Казахстана. Это произошло через 15 минут после того, как президент Казахстана Нурсултан Назарбаев подписал 16 декабря 1991 года конституционный закон «О государственной независимости Республики Казахстан». Дипломатические отношения между странами были установлены 2 марта 1992 года. 21 апреля 1992 года первый посол Турции в Казахстане Аргун Озпай вручил верительные грамоты президенту Казахстана Нурсултану Назарбаеву. Турецкая дипломатическая миссия стала первым иностранным представительством в Казахстане. В 1993 году состоялся первый визит президента Турции Тургута Озала в Казахстан, в 1994 году — ответный визит президента Казахстана Нурсултана Назарбаева в Турцию.
Между странами активно развивались экономические отношения. Прямые инвестиции в Казахстан со стороны Турции в период с 1993 года по март 2009 года составили более 800 миллионов долларов. Страны значительно увеличили товарооборот с 30 млн долларов США в 1993 году до 1,8 млрд долларов США в 2010 году.
В 1993 году Нурсултан Назарбаев стал инициатором создания Международной организации тюркской культуры (ТЮРКСОЙ) с целью возрождения культурно-гуманитарных и духовных связей между тюркоязычными народами и популяризации тюркской культуры на международном уровне. В состав ТЮРКСОЙ вошли все независимые тюркоязычные государства (Азербайджан, Казахстан, Кыргызстан, Туркменистан, Турция и Узбекистан), в качестве наблюдателей: Республика Алтай, Башкортостан, Гагаузия, Хакасия, непризнанная Турецкая Республика Северного Кипра, Якутия, Татарстан и Тыва.
21—23 мая 2003 года состоялся официальный визит президента Казахстана Нурсултана Назарбаева в Турецкую Республику. Назарбаев встретился с президентом Турции Ахметом Недждетом Сезером, премьер-министром Турции Реджепом Тайипом Эрдоганом, председателем ВСНТ Бюлентом Арынчем, принял участие в церемониях открытия здания посольства Казахстана в Анкаре и школы имени Абая в районе Зейтинбурну в городе Стамбуле, посетил Академию вооружённых сил, мемориальный комплекс Ататюрка — Аныткабир.
В мае 2005 года состоялся официальный визит премьер-министра Турции Реджепа Тайипа Эрдогана в Казахстан. Он принял участие в церемонии открытия поезда-ярмарки «Шёлковый путь», провёл встречу с президентом Казахстана Нурсултаном Назарбаевым.
В 2008 году по инициативе Назарбаева была создана Парламентская ассамблея тюркоязычных стран (ТюркПА), членами которой являются Азербайджан, Казахстан, Кыргызстан и Турция.
В октябре 2009 года во время официального визита президента Казахстана Нурсултана Назарбаева в Турцию между странами было подписано соглашение о стратегическом партнёрстве.
В 2010 году в Анкаре был установлен памятник Нурсултану Назарбаеву. В 2017 году в Анкаре была названа улица в честь казахского жырау Джамбула Джабаева названа улица в Анкаре. В 2018 году в Анкаре открыт памятник Магжану Жумабаеву, имя Абая Кунанбаева присвоено школе в Стамбуле.
В мае 2012 года был создан казахстанско-турецкий совет стратегического сотрудничества.
Общий торговый оборот составил в 2015 году более 2 миллиардов долларов. Турецкие компании инвестируют в пищевой сектор, медицину и строительный сектор. С другой стороны, в Турции по состоянию на июнь 2015 года было 482 компании с участием казахстанского капитала.
Развиваются также совместные проекты в сфере образования. В Казахстане были открыты 2 совместных университета — Международный казахско-турецкий университет имени Ходжи Ахмеда Ясави в Туркестане и Университет имени Сулеймана Демиреля в Алматинской области. Также на территории Казахстана действовала сеть казахско-турецких лицеев. В Астане в марте 2010 года был открыт культурный центр имени Юнуса Эмре.
В 2022 году Казахстан и Турция подписали план военного сотрудничества.

## Военное сотрудничество
В конце 1990-х — начале 2000-х Турция помогла Казахстану в становлении национальных ВМС. Безвозмездно были переданы два списанных патрульных катера — «Актобе» и «Найзагай» типа AB-25 («Тюрк»). Кроме того, казахские моряки начали проходить обучение в военно-морских учебных заведениях этой страны.
29 июля 2023 года стало известно, что завершились переговоры по строительству морских платформ на Каспии между Управлением военного завода и верфи (ASFAT) и Уральским заводом «Зенит». Казахстан заключит сотрудничество с турецким оборонным подрядчиком. Соглашение между ними подписано на выставке IDEF 23 в Стамбуле. Договор включает в себя проектирование и строительство множества платформ, начиная с морских транспортных средств и коммерческих судов, заканчивая основными боевыми кораблями для ВМФ Казахстана.

## Послы Казахстана в Турции
1. Канат Саудабаев (1992—1994, 1994—1996)
2. Балташ Турсумбаев (1996—1998)
3. Кайрат Сарыбай (1999—2003)
4. Аманжол Жанкулиев (2003—2005)
5. Багдад Исабаев (2006—2008)
6. Багдад Амреев (2008—2010)
7. Жансеит Туймебаев (2010—2016)
8. Абзал Сапарбекулы (2017—2022)
9. Еркебулан Сапиев (с 2022 года)

## Послы Турции в Казахстане
1. Аргун Озпай (1992—1994)
2. Мустафа Ашула (1994—1995)
3. Куртулус Ташкент (1995—1999)
4. Явор Альдемир (1999—2004)
5. Хакки Танер Себен (2004—2008)
6. Атилла Гюней (2008—2010)
7. Лале Юлкер (2010—2012)
8. Омер Бурхан Тюзель (2012—2015)
9. Невзат Уянык (2015—2019)
10. Уфук Экичи (с 2020 года)